# Cinclidotus pachylomoides
Cinclidotus pachylomoides là một loài rêu trong họ Cinclidotaceae. Loài này được Bizot mô tả khoa học đầu tiên năm 1952.